# Borkowo (województwo podlaskie)
Borkowo – wieś w Polsce położona w województwie podlaskim, w powiecie kolneńskim, w gminie Kolno. Założona w 1408 r. przez księcia Janusza I Mazowieckiego zwanego Starszym.
| SIMC    | Nazwa | Rodzaj    |
| ------- | ----- | --------- |
| 0399367 | Dalki | część wsi |

Wieś królewska położona była w drugiej połowie XVI wieku w powiecie kolneńskim ziemi łomżyńskiej województwa mazowieckiego.
W latach 1954–1959 wieś należała i była siedzibą władz gromady Borkowo, po jej zniesieniu w gromadzie Kolno. W latach 1975–1998 miejscowość administracyjnie należała do województwa łomżyńskiego.

## Historia
Pod względem administracji państwowej Borkowo było na początku w Księstwie Mazowieckim, od 1526 roku w Rzeczypospolitej Polskiej, od 1795 roku pod zaborem pruskim, od 1807 roku w Księstwie Warszawskim, a od 1815 roku w Królestwie Polskim.
W 1918 roku Borkowo znalazło się w granicach niepodległej Polski.

### W Księstwie Mazowieckim
Borkowo lokowane było z nadania księcia mazowieckiego Janusza I Starszego w 1408 roku. Osadnikami była ludność z głębi Mazowsza. Nazwa wsi pochodzi od słowa „bór”, to znaczy las iglasty, który w owym czasie zajmował znaczne obszary tworząc tzw. Puszczę Borki. Teren Borkowa stanowił własność książęcą. W Borkowie rezydował wójt, sprawujący władzę w imieniu księcia. Posiadamy dane o kilku wójtach. W dniu 28 sierpnia 1413 roku książę Janusz I, przebywając w Miastkowie, potwierdził sprzedaż wójtostwa we wsi książęcej Zabiele, Jakuszowi, wójtowi z Borkowa. Za to wójtostwo Jakusz zapłacił nowogrodzkim mieszczanom 200 kop groszy. W tym samym dniu Jakusz odsprzedał wójtostwo w Borkowie braciom: Mikołajowi, Pawłowi i Wojciechowi. Kolejna wiadomość o Borkowie pochodzi z 4 stycznia 1524 r. Aleksy, syn Macieja Tyszki, wójta w Łabnej, sprzedał 2 włóki wójtowskie w Łabnej Janowi, synowi Pawła, wójta w Borkowie za 33 kopy groszy. Tę sprzedaż potwierdzili książęta Stanisław i Janusz III.

### W I Rzeczypospolitej Polskiej
Po bezpotomnej śmierci Stanisława i Janusza III, ich siostra Anna w 1526 r. zrzekła się Księstwa Mazowieckiego na korzyść króla Zygmunta Starego. Od 1526 roku Borkowo stało się wsią królewską. 29 maja 1564 roku spotykamy się z nowym właścicielem wójtostwa w Borkowie. W Bielsku, król Zygmunt August, nadał je Pawłowi Borkowskiemu w dożywotnie posiadanie. Dokument z 1565 roku informuje o istnieniu w Borkowie folwarku królewskiego. Według niego w Borkowie było 39 domów, 3 karczmy, 1 młyn na rzece Skrodzie. Rolnicy uprawiali żyto, pszenicę, jęczmień, owies, groch, tatarkę, proso, konopie siewne, len, mak. Następny dokument lustracyjny, obejmujący lata 1617–1620, potwierdza istnienie folwarku królewskiego w Borkowie.

### Pod zaborami
W XIX wieku Borkowo było wsią rządową. Dopiero po upadku powstania styczniowego w 1864 roku stało się własnością prywatną mieszkańców. W 1824 roku Borkowo liczyło 69 domów i 465 mieszkańców, zaś w 1891 roku 126 domów i 848 mieszkańców. W styczniu 1905 r. ludność Borkowa, Korzenistego i Porytego wystąpiła aktywnie przeciw władzy carskiej.

### Po I wojnie światowej
W 1921 r. było tu 1032 mieszkańców. Była tu cegielnia i jeden sklep spożywczy. Działał tu bednarz, kowal, murarz, dwóch stolarzy i dwóch szewców.
W 1929 roku wybuchł pożar. Jego destrukcyjne działanie spotęgowała bardzo zwarta zabudowa gospodarstw. W latach 1930–1932, po pożarze, część rolników wybudowała nowe gospodarstwa na koloniach. Migracji na kolonie przyczyniła się również komasacja gruntów, likwidująca dotychczasową tak zwaną szachownicę.

### Po II wojnie światowej
Kolejny wielki pożar wybuchł w Borkowie w 1959 roku. Łuna pożaru widoczna była na odległość kilkudziesięciu kilometrów. Trudności polegały na szybkim przemieszczaniu się ognia na 4 różne części wsi. Powstawały nowe pożary. Pożarom w stodołach towarzyszyły wybuchy granatów i amunicji. W czasie okupacji w Borkowie kilkakrotnie odbywał się rekonesans pododdziałów Wermachtu. Zakwaterowani w stodołach bez konsekwencji pozostawiali środki wybuchowe. Ocalały tylko nieliczne budynki. Od tego czasu zaczął zmieniać się wygląd wsi. Budynki powstawały już nowoczesne, murowane.
W latach powojennych, w Borkowie, powstawały różne punkty użyteczności publicznej: klub rolnika, kółko rolnicze, poczta, sklepy, zaś w 1966 r. powołano bibliotekę publiczną. W 1984 roku został założony wodociąg, wykonano kanalizację i zbudowano nową nawierzchnię na drodze krajowej numer 63. Rok 1989 zapoczątkował wiele zmian. Gruntownie wyremontowano kościół i plebanię, zagospodarowano tereny przykościelne, położono nowe nawierzchnie asfaltowe, ułożono chodniki. W czerwcu 2004 roku założone zostało w bibliotece, pierwsze w Borkowie stałe łącze internetowe, a powszechny dostęp do Internetu stał się znaczącym faktem.

## Zabytki

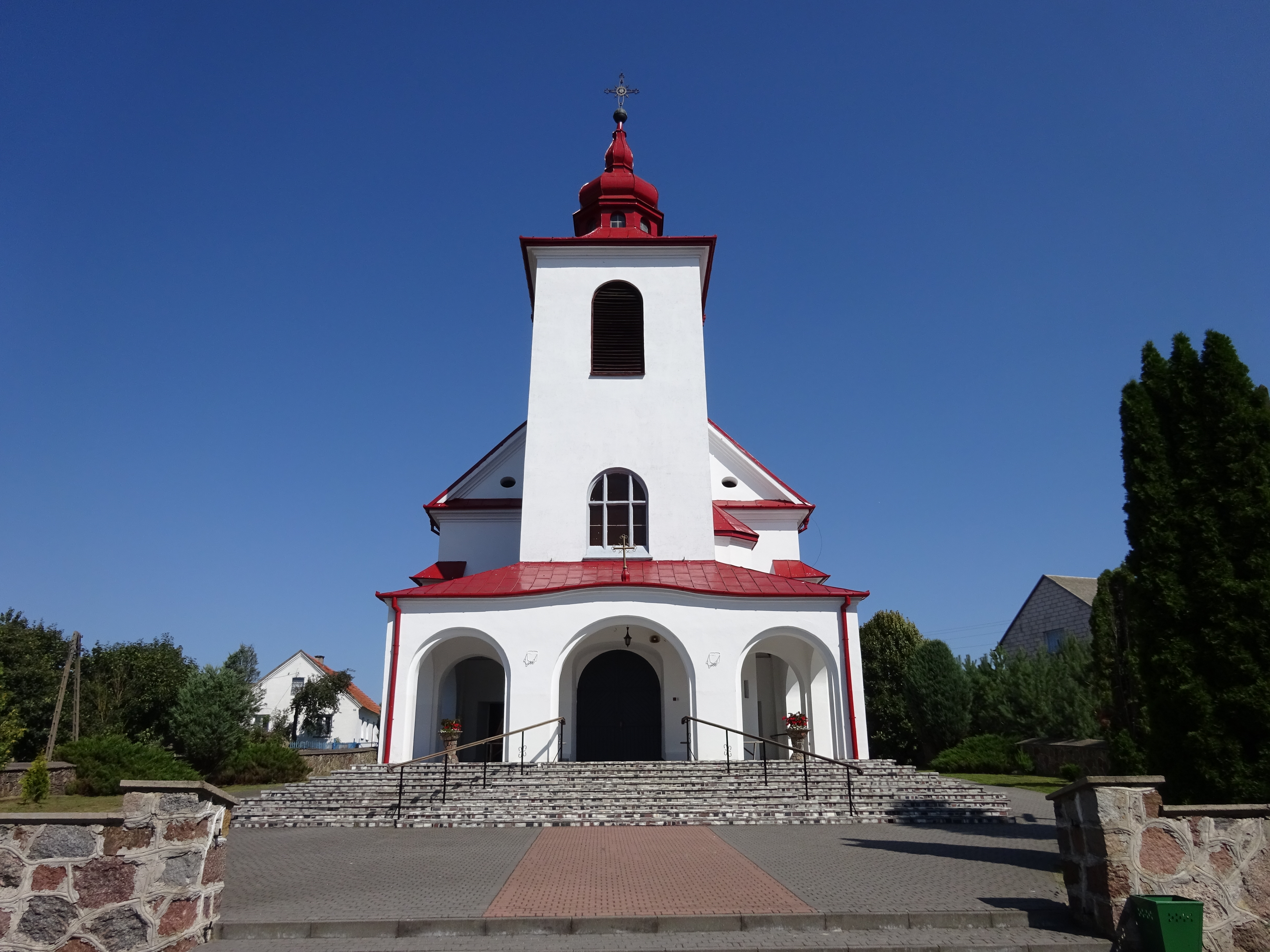
Kościół w Borkowie

- Kościół parafialny pod wezwaniem Trójcy Przenajświętszej, 1 połowa XX w., nr rej.: 57 z 28 kwietnia 1980[11];
- Historyczny układ przestrzenny wsi;
- Cmentarz wojenny z I wojny światowej, nr rej.: A-433 z 30 grudnia 1991[11][12];
- Dom nr 41, murowany, 1885 rok;
- Dom nr 42, murowany, 1893 rok;
- Dom nr 58, drewniany, koniec XIX wieku;

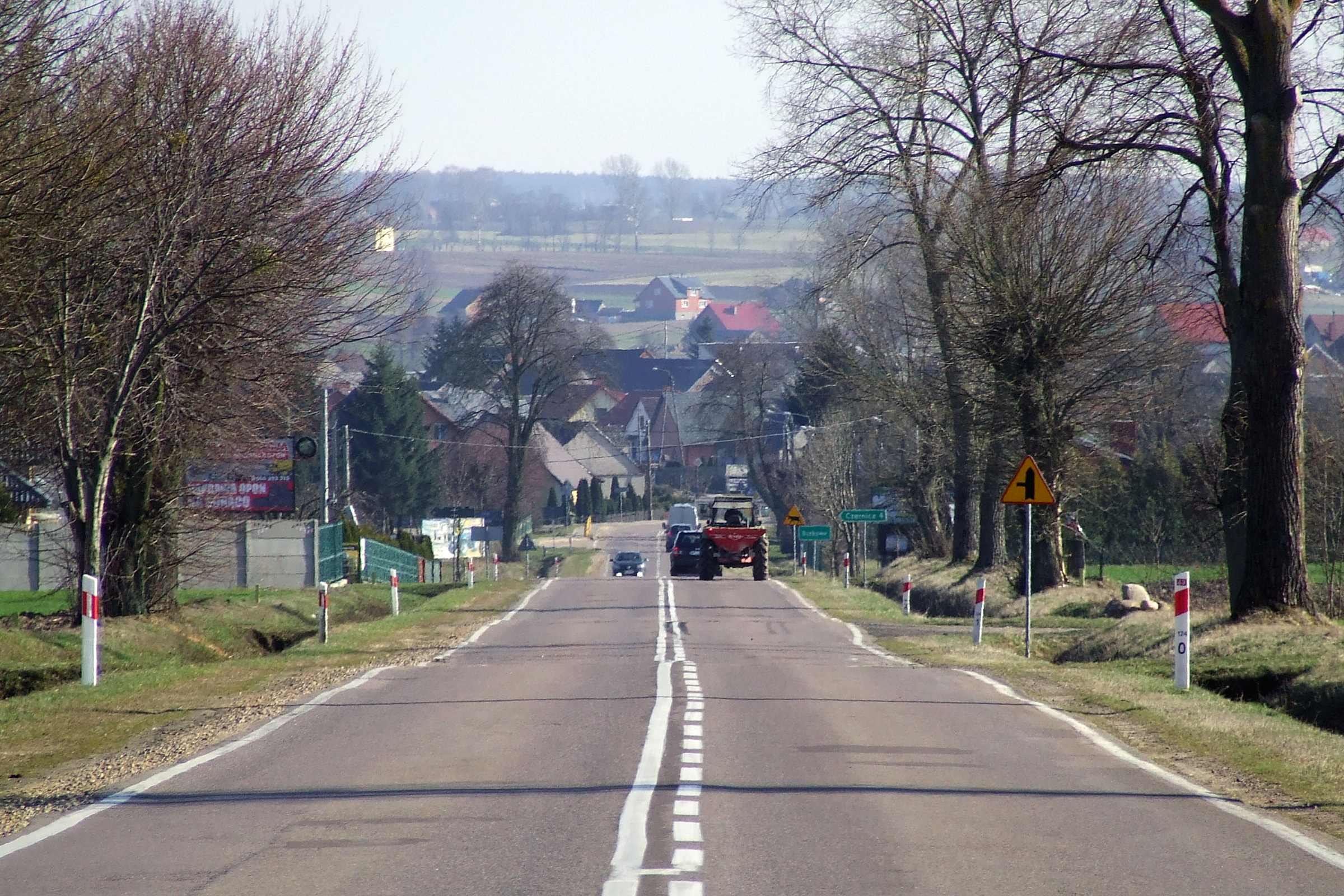
Droga krajowa nr. 63 prowadząca do Borkowa (widok od północy)

- Dom nr 89, murowany;
- Młyn, murowany, 4 ćw. XIX wieku[13].

## Gospodarka
Gospodarstwa rolne nastawione głównie na chów bydła, trzody chlewnej i drobiu.
Na terenie wsi funkcjonuje kilka firm handlowo – usługowych.

## Komunikacja
Przez miejscowość przebiega droga krajowa:
- 63 Węgorzewo-Pisz-Kolno-Borkowo-Zambrów-Siedlce-Sławatycze.

## Edukacja

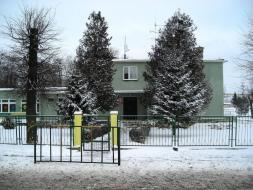
Szkoła w Borkowie

Szkoła w Borkowie istniała już w okresie rozbiorów. Nauka odbywała się w kilku różnych punktach. W latach 1935–1960 mieściła się w remizie oraz budynkach mieszkalnych. 16 września 1960 roku oddano do użytku obecny budynek szkolny, w którym mieściła się szkoła podstawowa i Szkoła Przysposobienia Rolniczego.
W 1998 roku otwarto nowo wybudowaną salę gimnastyczną. W 2006 roku, Szkole Podstawowej w Borkowie, nadano imię Papieża Jana Pawła II, a 16 października 2007 roku poświęcono i przekazano jej sztandar.

## Religia
Parafia pw. Trójcy Przenajświętszej została erygowana w 1918 r., wydzielona z parafii Mały Płock. Początkowo wierni modlili się w domu pochodzącym z 1894 r., gdzie obecnie jest plebania. Budowę kościoła pod wezwaniem Trójcy Przenajświętszej zaczęto w 1923, a ukończono w 1932 r. Nie jest on konsekrowany. Wyposażenie kościoła pochodzi z okresu jego budowy. W latach 1989–1996 został przeprowadzony generalny remont kościoła staraniem ks. prob. Stanisława Szymborskiego. Plebania murowana, wybudowana w 1894 r.
W latach 1998–1999 staraniem ks. prob. Krzysztofa Wróblewskiego została zakupiona nowa chrzcielnica i wymieniono tabernakulum. W 2006 roku w rocznicę śmierci papieża Jana Pawła II została odkryta marmurowa tablica pamiątkowa. Tego samego roku został odnowiony dach na kościele. W 2007 roku wymieniony został dach na budynku plebanii. 3.05.2008 r. w święto Matki Bożej Częstochowskiej w kościele na Mszy Świętej po raz pierwszy zabrzmiały nowo zakupione organy sprowadzone z Holandii. W 2008 roku zakupiono także Obraz Matki Bożej Nieustającej Pomocy, który aktualnie wędruje po domach parafii. W czerwcu 2009 r. wymieniono system nagłaśniający w świątyni.
W odległości ok. 400 m od kościoła znajduje się cmentarz parafialny o powierzchni ok. 1,4 ha.
Proboszczowie w 90-leciu:
ks. Julian Łosiewski 1922–1926, ks. Stanisław Jastrzębski 1926–1931, ks. Szymon Bagiński 1931–1933, ks. Józef Wałajtis 1933–1934, ks. Stanisław Rejmentowski 1934–1940, ks. Józef Łączyński 1940–1952, ks. Julian Wodecki 1952–1962, ks. Julian Sójkowski 1962–1989, ks. Stanisław Szymborski 1989–1996, ks. Krzysztof Wróblewski od 1996.

## Kultura

### Centrum Kształcenia na Odległość Na Wsiach
W Gminie Kolno, jako jedynej w Powiecie Kolneńskim, w ramach ogólnopolskiego projektu, działa Centrum Kształcenia na Odległość na Wsi, które zlokalizowane jest w bibliotece publicznej w Borkowie. Centrum Kształcenia na Odległość to bogata oferta szkoleniowa, dostępna dzięki zastosowaniu najnowocześniejszych metod nauczania. Kursanci szkolą się za pomocą techniki e-learning, pozwalającej na pełne wykorzystanie możliwości multimedialnych udostępnionego w Centrum sprzętu komputerowego.

## Inne

### Ochotnicza Straż Pożarna w Borkowie
Ochotnicza Straż Pożarna w Borkowie zawiązała się w 1918 roku i przez cały okres swego istnienia działała prężnie biorąc udział w akcjach pożarniczych, zawodach strażackich.
W 1929 roku komendantem straży był Antoni Wyrwas. Później komendantami byli: Stanisław Paliwoda. Siwik, Antoni Darmetko, następnie do 1940 roku Bronisław Sielawa, za którego najbardziej rozwinęła się straż. W latach 1930–1934 zbudowano remizę w czynie społecznym tzw. szalwarku. Plac pod budowę remizy przekazał Darmetko (imię nieznane). Na budowę remizy pobierano 1 zł od podatku, kamienie na podmur dawali mieszkańcy wsi, materiały zakupiono za pieniądze z przedstawień, a resztę dołożyła straż z Kolna. Chcąc pozyskać fundusze strażacy organizowali loterie fantowe, stworzyli, wspólnie z ówczesną nauczycielką Szkoły Podstawowej w Borkowie Janiną Królikowską, amatorski zespół śpiewaczy, jeżdżąc z nim na występy do Kolna, Łomży i okolicznych wsi. W tamtych latach OSP posiadała beczkę 200 litrową do wody i pompę ręczną 4-osobową. W 1934 roku, kiedy do parafii przyjechał biskup, strażacy jechali konno, aby go przywitać. Już w tamtych czasach jednostka strażacka brała udział w zawodach powiatowych w Kolnie i Łomży. W owym czasie strażakami byli między innymi: Antoni Gołaś, Krystowczyk Antoni Lutrzykowski, Mieczysław Wieczorek. W 1935 lub 1936 r. nasza jednostka po raz pierwszy wzięła udział w zawodach wojewódzkich, gdzie zajęła I miejsce – nagrodą była ręczna syrena. Furmanami byli: Wacław Niedźwiecki i Marian Lutrzykowski.
Po wojnie na wyposażeniu straży były: hełmy miedziane (do dziś są w naszym kościele), pasy, węże, czapki rogatywki, ubrania ochronne i wyjściowe. W tym czasie było dwóch furmanów. Pierwszy woził beczkę 1000 litrową wraz z pompą umieszczoną na wozie o żelaznych kołach, natomiast drugi woził pozostały sprzęt i samych strażaków. Komendanci to: Henryk Krystowczyk, Antoni Lutrzykowski i Marian Kordal. Dawny wóz strażacki z czasem zastąpił samochód, zakupiony w dużej mierze dzięki środkom własnym OSP w Borkowie.
25 maja 2008 r. w 90 rocznicę zawiązania OSP w Borkowie został jej przekazany i poświęcony sztandar.